# Alfred Wiśniewski

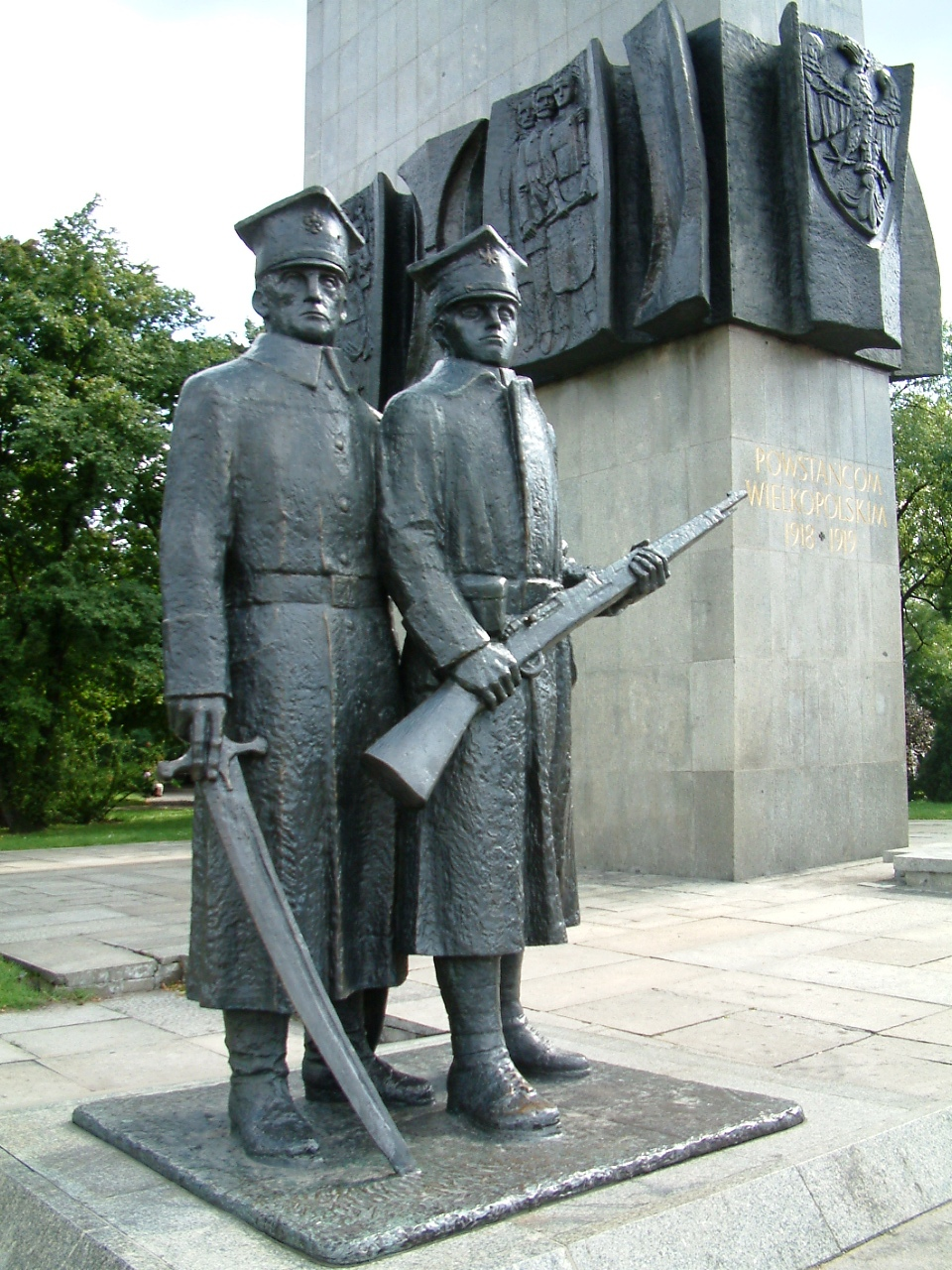
Đài tưởng niệm Quân nổi dậy Wielkopolska do Alfred Wiśniewski chế tác, được khánh thành vào năm 1965 tại Poznań

Alfred Gwidon Wiśniewski (sinh ngày 21 tháng 2 năm 1916 tại Rogoźno, mất ngày 18 tháng 1 năm 2011 ) là nhà điêu khắc người Ba Lan, giáo sư tại Học viện Mỹ thuật Gdańsk, nổi tiếng nhờ công cuộc tái tạo các tác phẩm điêu khắc lịch sử ở Gdańsk.

## Tiểu sử
Ông theo học tại Đại học Nghệ thuật Poznań (tốt nghiệp năm 1937). Sau chiến tranh, ông học tại Học viện Mỹ thuật ở Warszawa (tốt nghiệp năm 1950). Năm 1953, ông chuyển đến Sopot và bắt đầu làm việc tại trường Đại học Gdańsk cho đến năm 1983.
Từ năm 1954 đến năm 1981, Alfred Gwidon Wiśniewski điều hành Xưởng điêu khắc tại Khoa Điêu khắc. Ông còn là chuyên gia tư vấn điêu khắc trong công cuộc tái thiết Phố cổ ở Gdańsk từ năm 1954 đến năm 1960.
Ông qua đời vào ngày 18 tháng 1 năm 2011, hưởng thọ 95 tuổi. Thi hài nhà điêu khắc này được chôn cất  tại nghĩa trang thành phố Sopot vào ngày 8 tháng 2 năm 2011.

## Đời tư
Ông có một con gái và một cháu gái .